# Пупковская волость (Калужская губерния)
Пу́пковская волость — низшая административно-территориальная единица в составе Жиздринского уезда (в 1922 — Бежицкого уезда) Калужской губернии.
Административный центр — село Пупково.
Существовала в 1861—1922 годах.

## История
Волость образована в ходе реформы 1861 года и первоначально входила в Жиздринский уезд Калужской губернии (до 1776 года эта территория входила в Брянский уезд).
В состав Пупковской волости входили село Пупково и деревни: Березино, Боровка (ныне в черте города Фокино), Доманово, Кленки, Мертвель, Новосёлки (Бёрдовка), Улемец.
Население волости составляло в 1880 году — 2932, в 1896 — 3858, в 1913 — 5187, в 1920 — 3628 человек.
В 1920 году она вместе со всем Жиздринским уездом вошла в состав Брянской губернии, 9 мая 1922 года была передана в Бежицкий уезд той же губернии и 4 августа того же года присоединена к Любохонской волости (ныне — территория Дятьковского района Брянской области). Небольшая часть Пупковской волости (дер. Мертвель, Кленки и Улемец) осталась в составе Жиздринского уезда и была отнесена к его Судимирской волости (ныне — территория Жиздринского района Калужской области).